# Bicicletas Caloi

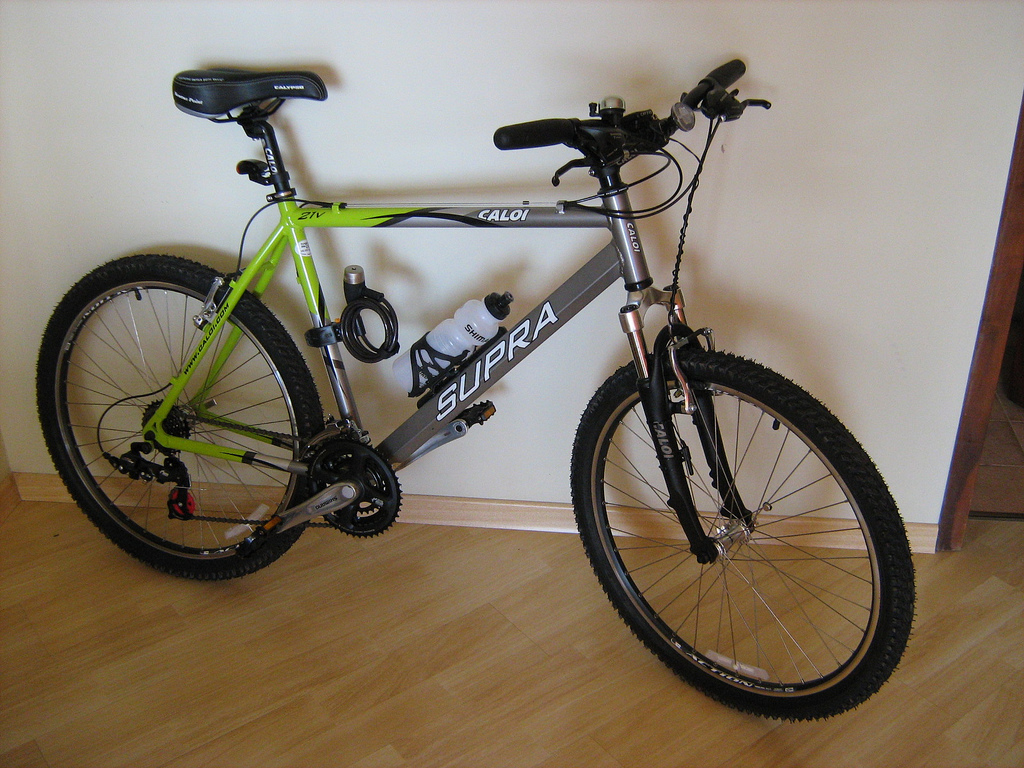
Caloi Supra 2008

Bicicletas Caloi es una empresa brasileña fabricante de bicicletas y accesorios, fundada por el inmigrante italiano Luigi Caloi.
Es la primera fábrica de bicicletas fundada en Brasil y la mayor productora de América Latina, comercializando más de 700.000 bicicletas al año.
Cuenta con dos plantas industriales, una en Atibaia (San Pablo), inaugurada en 2006 donde se produce principalmente los rodados para niños, 12", 16" y 20" y otra en la Zona Franca de Manaus, establecida en 1975, donde se fabrican los rodados mayores.

## Historia
Luigi Caloi llegó a Brasil en 1898 y junto a su cuñado Agenor Poletti fundaron la Casa Luiz Caloi. Ubicada en el centro de San Pablo, Caloi se dedicó a importar bicicletas desde Europa.
En 1924 Luigi Caloi fallece y sus hijos Guido, Enrique y José Pedro se asocian y cambian el nombre de la empresa a Casa Hermanos Caloi. Cuatro años después, Enrique y José Pedro dejan la empresa, continuando Guido con el negocio familiar.
Con las dificultades de importación, a causa de la Segunda Guerra Mundial, en 1945 Guido Caloi comenzó a producir sus propias bicicletas y en 1948 cambió el nombre de la casa a Bicicletas Caloi S.A. Guido fallece en 1955, dando lugar a la 3.ª generación de la familia dirigiendo a la empresa, ya que pasa a manos de su hijo Bruno Caloi.
Bajo la dirección de Bruno en las décadas de 1970, 1980 y 1990, la empresa se expandió por todo Brasil. En 1975 abrió una segunda planta de armado en el polo industrial de Manaus que había sido inaugurado en 1967. En la nueva planta, Caloi incursionó en la fabricación de ciclomotores lanzando al mercado el modelo Mobylette. La expansión continuó hasta insertarse en el mercado internacional, vendiendo bicicletas a varios países, incluido Estados Unidos, donde instaló una subsidiaria en Jacksonville, Florida en 1990.
Bruno Caloi estuvo al frente de la empresa hasta 1999, año en que vendió la mayor parte accionaria al empresario Edson Vaz Musa.
En 2006, la antigua fábrica ubicada en la avenida Guido Caloi fue cerrada, abriendo una nueva planta en la ciudad de Atibaia a 60 km del centro de San Pablo

## Modelos

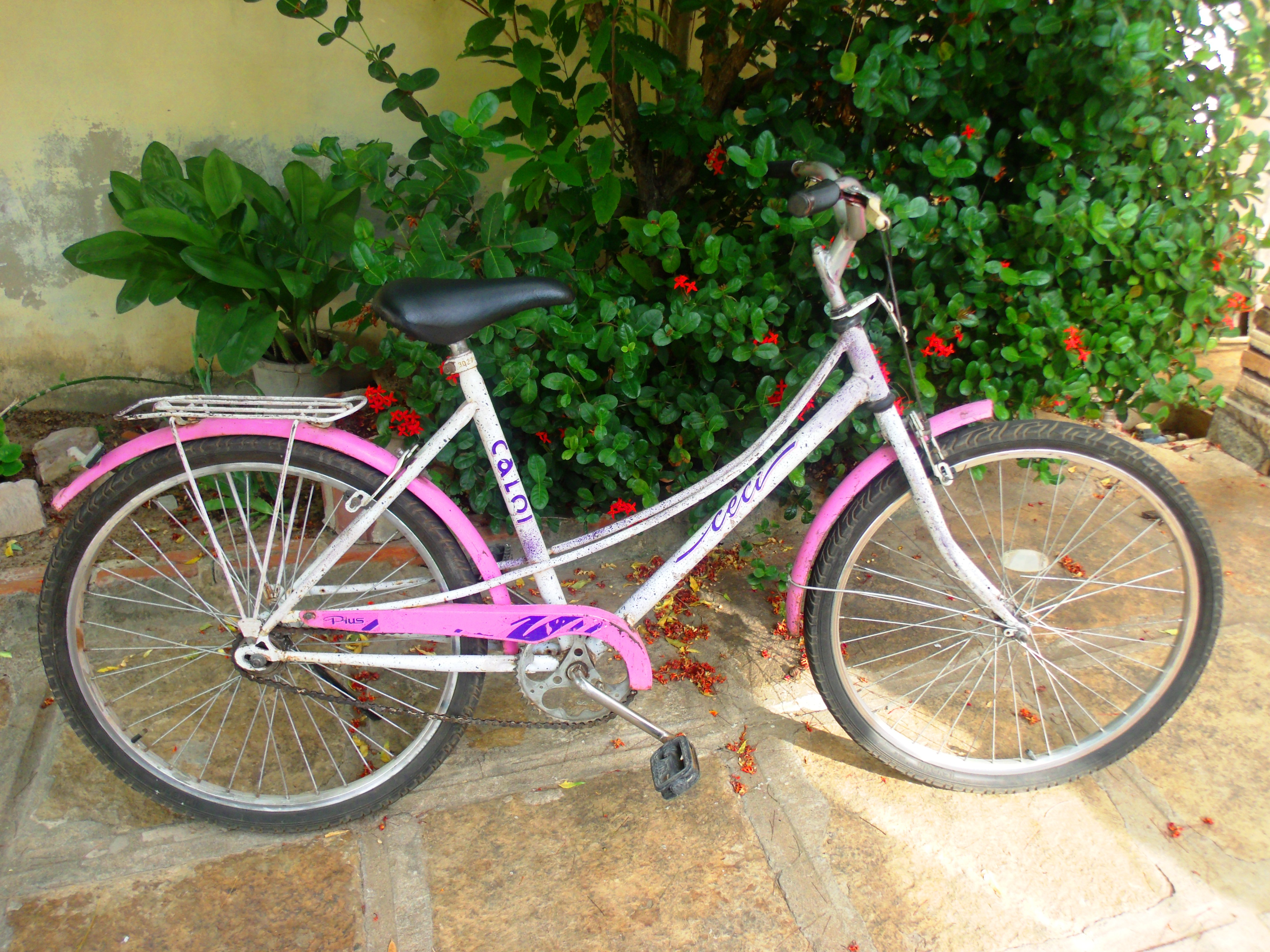
Caloi Ceci 1990s

- Caloi Berlineta: Fue lanzada en 1967 y se trató de la primera bicicleta plegable que produjo. La Caloi Berlineta era un modelo con llanta de 20 pulgadas y contaba con una parrilla integrada y un largo tubo central sobre el que iba la caja centro (caja de pedalier). Entre 1972 y 1973, se introdujo la horquilla y manillar de tubos independientes característico de la empresa.[6][7]

- Caloi 10: Bicicleta deportiva lanzada en 1972, fue la primera que contó con diez velocidades producidas por la empresa.[3][8] El modelo fue producido hasta 1990, año en que se lanzó la Caloi 12. Contaba con cuadro de acero, llantas de aluminio 27 pulgadas y platos de 52/46 dientes. En 2005, el modelo fue relanzado pero ya con cuadro de aluminio y 12 velocidades.[9]
- Barraforte Luxo:
- Caloi Balão:
- Caloi Fórmula C:
- Caloicross:
- Caloi Ceci:
- Caloi Mountain Bike 18:

## Home Fitness
A partir de 1997, Caloi comenzó a comercializar aparatos de Home Fitness, incluyendo caminadores eléctricos, bicicletas estáticas y elípticas.

## Patrocinador de ciclismo
Caloi tuvo un equipo ciclista propio a partir de la década de 1960. Apoyó y fomentó la práctica del ciclismo, sosteniendo que mientras la familia estuviera al frente de la empresa, ésta tendría un equipo ciclista. Con el uruguayo Juan José Timón, como director deportivo, el equipo fue casi imbatible en Brasil durante las décadas de 1970 y 80', formando ciclistas como Pedro Geraldo de Sousa, Luiz Carlos Flores, Gilson Alvaristo, Antonio Silvestre, Fernando Louro, Wanderley Magalhães, Marcos Mazzarón, Mauro Ribeiro, Jamil Suaidem, Daniel Rogelín, Márcio May y Luciano Pagliarini. También estuvieron en sus filas ciclistas uruguayos como Saúl Alcántara y Federico Moreira. 
Además del dominio local que era compartido con el equipo Pirelli, el equipo destacó también fuera de fronteras. En Uruguay se obtuvo victorias en la Vuelta Ciclista del Uruguay de 1971 (Pedro Geraldo de Sousa) y Rutas de América en 1986 (Wanderley Magalhães) y 1987 (Marcos Mazzarón). También contó en su palmarés la Vuelta Ciclista a Chile de 1984 por intermedio de Renán Ferraro.
A pesar de que en 1999 Bruno Caloi vendió la mayor parte de la empresa, hasta el año 2001, Caloi se mantuvo como único propietario del equipo. Al año siguiente, el equipo se convirtió en un equipo mixto, entrando como patrocinador el grupo Extra, con el 40% de las inversiones y Caloi con el 60%. En el año 2003 Caloi aportó el 30% y entró como patrocinador también la ciudad de Suzano, pasando a llamarse el equipo Caloi/Extra/Suzano. Desde 2006, Flying Horse y Suzano, fueron los principales patrocinadores del equipo, siendo Caloi el suministrador de las bicicletas. Esta sociedad duró hasta 2008 en que la ciudad de Suzano se retiró del proyecto, tras lo cual el equipo desapareció.
Desde ese momento, Bicicletas Caloi no cuenta con equipo propio, pero es patrocinadora secundaria del Real Cycling Team aportando sus bicicletas al equipo.